# Muzeum Bambrów Poznańskich
Muzeum Bambrów Poznańskich – muzeum poświęcone kulturze i historii Bambrów poznańskich, zlokalizowane w Poznaniu, w budynku przy ul. Mostowej na Grobli, w bezpośrednim sąsiedztwie Muzeum Etnograficznego.

## Charakterystyka
Zbudowane głównie staraniem Towarzystwa Bambrów Poznańskich i prof. Marii Paradowskiej. Otwarte w listopadzie 2003. W początkowym okresie istnienia muzeum niejasny był jego los, gdyż obciążone było długiem wobec wykonawcy robót budowlanych.
Obecnie Muzeum Bambrów Poznańskich jest również siedzibą Towarzystwa Bambrów Poznańskich.
Muzeum jest wpisane do wykazu muzeów, prowadzonego przez ministra właściwego do spraw kultury i ochrony dziedzictwa narodowego, zgodnie z art. 5b ustawy z dnia 21 listopada 1996 r. o muzeach.

## Ekspozycja
Zawiera głównie zbiory zgromadzone przez wiele lat (1 500 eksponatów) przez towarzystwo oraz oddane w depozyt przez poznańskie rodziny bamberskie. W ramach wystawy stałej prezentowany jest dom bamberski z XIX w. z wyposażeniem.

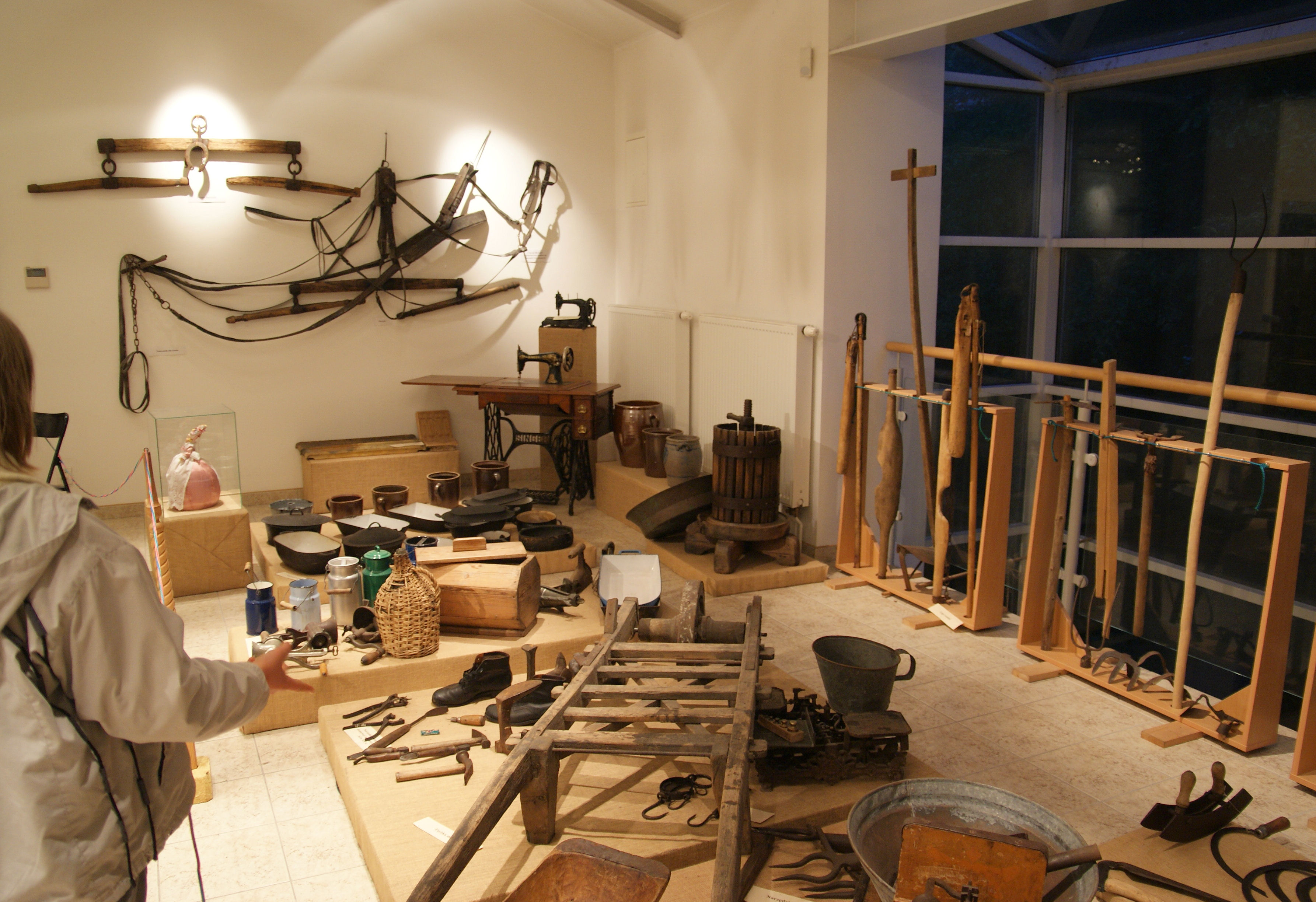
Ekspozycja muzeum

## Kapliczka Chrystusa Frasobliwego
Kapliczka usytuowana na skwerze, blisko wejścia do budynku muzeum. Postawiona w 2003, a 29 listopada tegoż roku, podczas ceremonii otwarcia muzeum, poświęcona przez arcybiskupa poznańskiego Stanisława Gądeckiego. Ustawiona na czworobocznym cokole, nakryta dwuspadowym daszkiem pokrytym dachówką. We wnęce górnej części kapliczki, za ozdobną kratą, umiejscowiona jest polichromowana rzeźba Chrystusa Frasobliwego autorstwa rzeźbiarza Krzysztofa Jakubika. W dolnej części wnęka na kwiaty. Fundatorem jest firma Posbau S.A., wykonawca budynku muzeum. Wzorowana na dawniejszych kapliczkach bamberskich, wznoszonych na terenach podpoznańskich wsi.

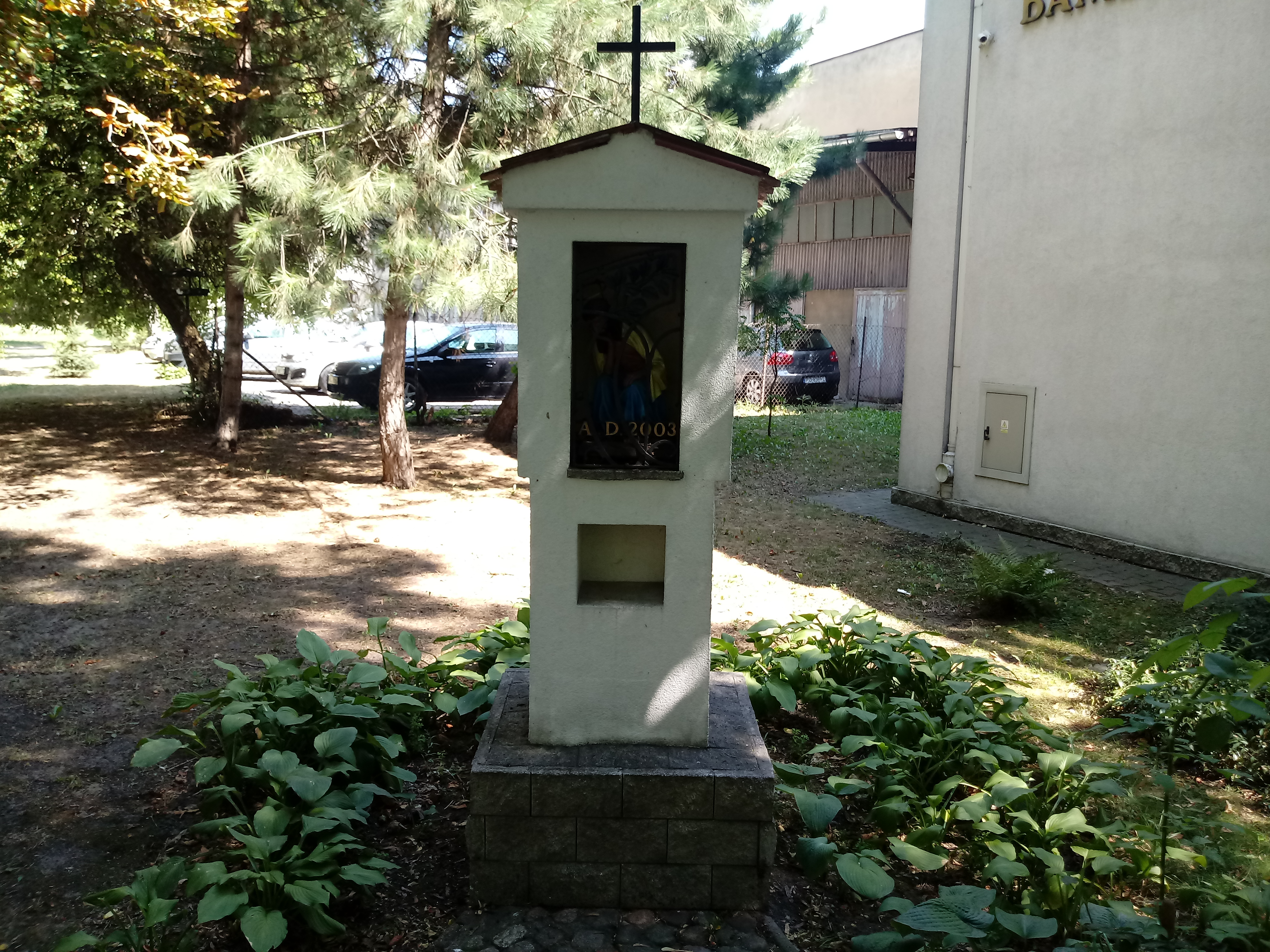
Kapliczka przed muzeum